# Spurwillen
Ein Jagdhund zeigt Spurwillen oder Fährtenwillen, wenn er bei der Spur- oder Fährtenarbeit bemüht ist, die Spur zu halten und zu verfolgen. Spurwillen ist eine genetisch verankerte Eigenschaft. Er ist wesentlich für die Spursicherheit und besonders bei der Schweißarbeit von großem Nutzen. Er ist Bewertungskriterium bei der Herbstzuchtprüfung (HZP) der Zuchtverbände.